# Fliehburg (Ittelsburg)
Die Fliehburg Ittelsburg (auch Volksburg oder Volksfliehburg genannt) befindet sich auf dem Höhenzug des Falken südlich von Ittelsburg, bei Bad Grönenbach im Landkreis Unterallgäu in Bayern.

## Beschreibung
Aufgrund der Lage der Fliehburg war nur ein Angriff von Süden aus möglich. Zu allen anderen Seiten ist die Fliehburg durch etwa 100 Meter Hohe Steilhänge geschützt. Nach Süden erstrecken sich insgesamt drei Wälle mit jeweils vorgelagertem Graben. Die Wälle wurden dabei mit dem Aushub der Gräben aufgeschüttet. Die gesamte Anlage hat eine Länge von rund 500 Metern. Die einzelnen Wälle (von Süden nach Norden gesehen) haben dabei eine Ausdehnung von etwa 250 Metern, 175 Metern und 75 Metern. Die Breite der Sohle beträgt etwa 12 bis 18 Meter, die Höhe rund drei bis fünf Meter.
Ursprünglich wurden die Gräben mit Dornen aufgefüllt. Auf den Wällen wurden Palisaden oder Flechtzäune angebracht. Durch die Wälle ergeben sich insgesamt drei Abschnitte (siehe auch Abschnittswall). Diese Abschnitte hatten unterschiedliche Verwendungszwecke. Der erste und größte Abschnitt (von Richtung Süden nach Norden gesehen) diente als Weideplatz für die Tiere, der nächste war Waffenlager und Rastplatz für die Krieger. Dahinter, im dritten Abschnitt, befanden sich die Frauen und Kinder, des Weiteren diente dieser auch als Lagerplatz.
Die Fliehburg steht unter Denkmalschutz. Die beiden Burgställe (Burgstall Falken und Burgstall Hahnentanz) auf dem Falken stehen in keinem Zusammenhang mit der Fliehburg und wurden erst Jahrhunderte später errichtet. In der nahegelegenen Ortschaft Woringen, befindet sich ebenfalls eine Fliehburg aus gleicher Zeit.

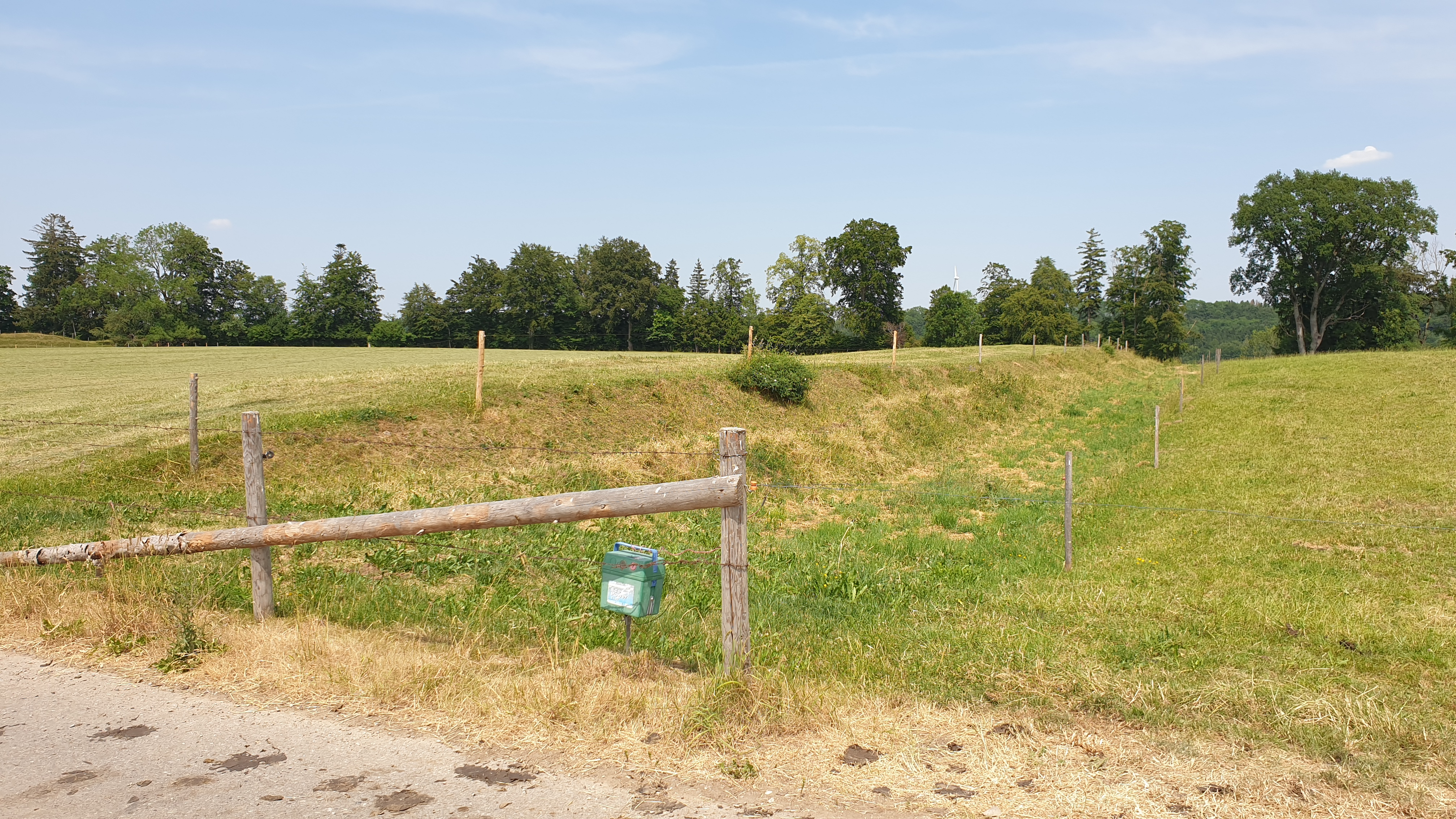
2. Wall
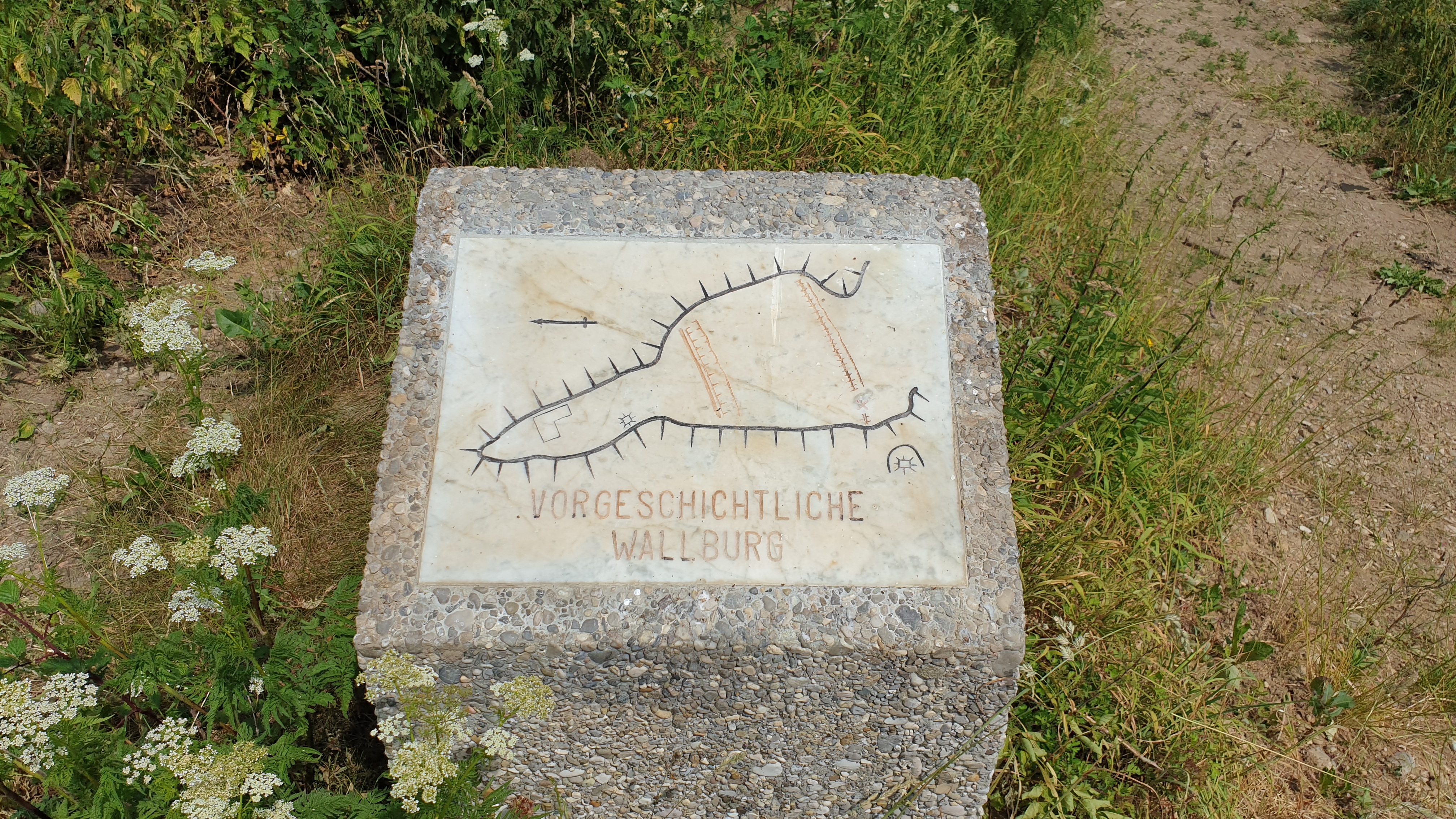
Denkmalstein der Wallburg
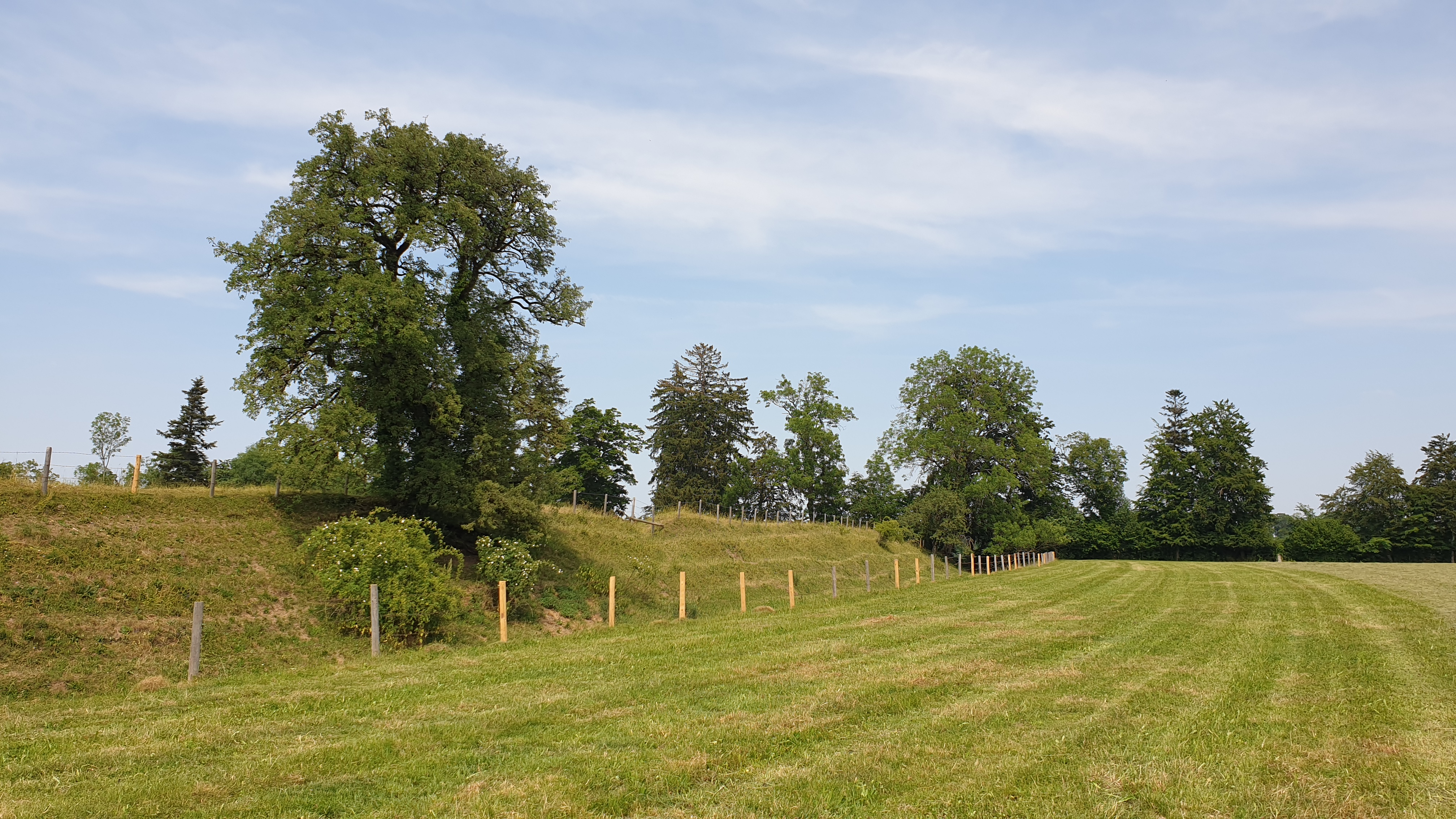
1. Wall